# Kolombo

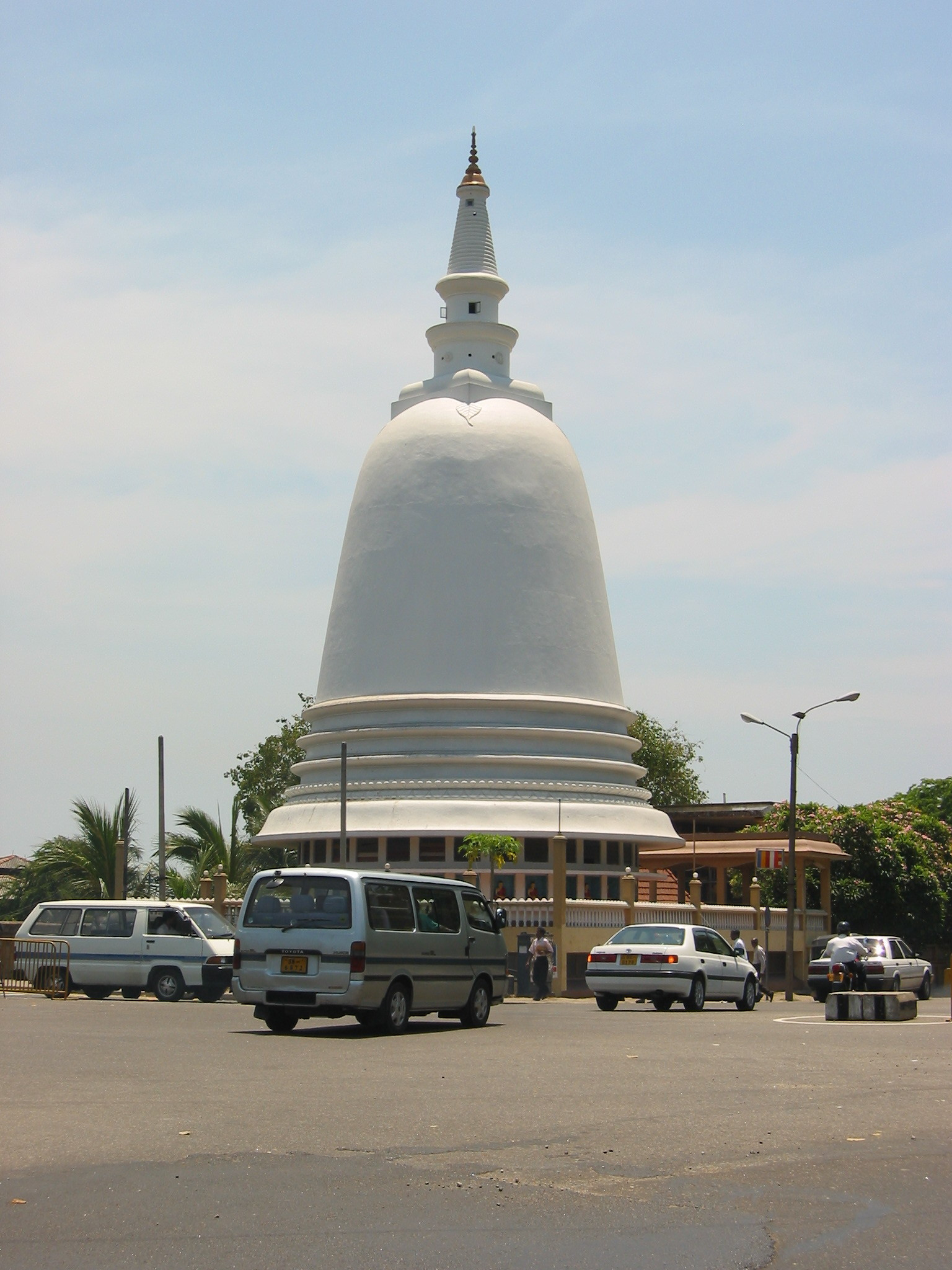
Stúpa v Kolombu

Kolombo (sinhálsky කොළඹ [kolamba], tamilsky கொழும்பு, anglicky Colombo) je největší město, kulturní, průmyslové a komerční centrum ostrovního státu Srí Lanka. Leží na západním pobřeží ostrova a je přilehlé k městu Šrí Džajavardanapura Kotte. Kolombo je také administrativní centrum Západní provincie a centrum okresu Kolombo.
Kolombo je rušné město, kde se mísí moderní architektura s koloniálními budovami z dob Britského impéria. V roce 2011 zde žilo kolem 750 000 obyvatel. Do roku 1978 bylo hlavním městem země. Sídla státní správy se pak přesunula do Šrí Džajavardanapura Kotte, které je od centra Kolomba vzdáleno jihovýchodně necelých 10 km a tvoří s ním jednu aglomeraci. V metropolitní oblasti žije až 5,6 milionů obyvatel.
Díky jeho velkému přístavu a výhodné poloze bylo známo antickým obchodníkům již před 2 000 lety. Hlavním městem ostrova se stalo po připojení k Britskému impériu v roce 1815 a status hlavního města mu byl ponechán i po získání nezávislosti v roce 1948. Po odebrání statusu hlavního města začalo být město koncipováno jako komerční centrum Srí Lanky.

## Etymologie
Název Kolombo byl poprvé zaveden Portugalci v roce 1505, bylo přejaté ze sinhálského názvu Kolon thota – přístav na řece Kelani. Další možností je význam Kola-amba-thota – přístav s listnatými mangovníky.

## Historie
Přístav byl znám již Řekům, Peršanům, Římanům, Arabům a Číňanům před více než 2 000 roky. Cestovatel Ibn Battúta, který ostrov navštívil ve 14. století, jej nazval Kalanpu.

## Partnerská města
- Birátnagar, Nepál (1874)
- Leeds, Velká Británie (2008)
- Male, Maledivy (2013)
- Marosi, Maledivy (2015)
- Petrohrad, Rusko (od roku 1997)
- Šanghaj, Čína (2003)
- Ulánbátar, Mongolsko (2012)